# شینجی مورای
شینجی مورای (به انگلیسی: Shinji Murai) بازیکن فوتبال اهل ژاپن و عضو تیم ملی فوتبال ژاپن است که در تاریخ ۰۳ اوت ۲۰۰۵ میلادی اولین بازی ملی‌اش را انجام داد. او در ۵ بازی ملی حضور داشت و آخرین بازی ملی خود را در تاریخ ۹ مه ۲۰۰۶ میلادی انجام داد. شینجی مورای در بازی‌های ملی‌اش
گلی به ثمر نرساند.